# Рагби клуб Расинг 92
Расинг 92 (енгл. Racing 92) је француски рагби јунион клуб који се такмичи у Топ 14. Француска аристократија је основала Расинг још крајем 19. века, овај клуб је 1892. постао први шампион Француске. Међу познатим рагбистима који су играли за Расинг 92 су Хуан Мартин Хернандез, Агустин Пичот, Оли Баркли, Себастијан Шабал, Андреа Маси, Мирко Бергамаско, Џонатан Секстон, Ендру Мертенс, Џејми Робертс... 
- Топ 14

- Шампион (5) : 1892, 1900, 1902, 1959, 1990.
- Финалиста (6) : 1893, 1912, 1920, 1950, 1957, 1987

Први тим
Јохан Госен
Теди Томас
Џо Рокококо
Хуан Хосе Имхоф
Марк Андреу
Анри Чаванси
Јоан Аудрин
Реми Талес
Ден Картер
Мајк Филипс
Максим Маченауд
Крис Масо
Ентони Класен
Јаник Њанга
Бернард ле Ру
Тибалт Дубари
Френсоис ван дер Мерве
Рос Филипо
Лук Чартерис
Мануел Карица
Бен Тамеифуна
Мартин Кастрођовани
Еди Бен Арос
Екер ван дер Мерве
Димитри Сарзевски
Вирџил Лакомбе